# Cyanolophocolea echinella
Cyanolophocolea es un género monotípico de musgos hepáticas perteneciente a la familia Geocalycaceae. Su única especie Cyanolophocolea echinella, es originaria de Australia; Nueva Zelanda y Tasmania.

## Taxonomía
Cyanolophocolea echinella fue descrita por (Lindenb. & Gottsche) R.M.Schust.  y publicado en Nova Hedwigia 72: 102. 2001.